# Actes de la recherche en sciences sociales
 (septembre 2021).
Si vous disposez d'ouvrages ou d'articles de référence ou si vous connaissez des sites web de qualité traitant du thème abordé ici, merci de compléter l'article en donnant les références utiles à sa vérifiabilité et en les liant à la section « Notes et références ».
Les Actes de la recherche en sciences sociales est une revue scientifique française (ISSN 0335-5322) fondée en 1975 par Pierre Bourdieu à la Maison des sciences de l'homme (MSH) et avec son soutien.
Elle est publiée avec le concours du Centre de sociologie européenne (laboratoire du CNRS, de l'université Paris-1 et de l'École des hautes études en sciences sociales (EHESS)), du Collège de France, de la Fondation Maison des sciences de l'homme, du Centre national de la recherche scientifique, du CNRS et du Centre national du livre (CNL) 

## Historique
La revue fut dirigée par Pierre Bourdieu jusqu'à sa mort survenue en 2002. Son titre fut choisi pour souligner l'interdisciplinarité des travaux en sciences sociales influençant leurs objets d'études (avec la contribution de l'histoire, de l'anthropologie, de la linguistique...) et ainsi marquer qu'un travail de recherche est toujours en « actes », c'est-à-dire en train de se faire. La revue est différente des revues scientifiques habituelles par la forme de certains articles (notes de recherche, textes de travail, entretiens...), par le lectorat visé (plus large qu'un lectorat académique), par l'usage abondant qu'elle fait des documents et illustrations, par sa maquette recherchée (conçue, à l'origine, par le dessinateur Jean-Claude Mezières et depuis 2003 par le graphiste Gérard Paris-Clavel). Elle a publié un grand nombre de textes inédits de grands chercheurs étrangers (Michael Baxandall, Aaron Cicourel, Norbert Elias, Erving Goffman, Edward P. Thompson...). Elle a diffusé jusqu'à 20 000 exemplaires.
D'abord publiés par la Maison des sciences de l'homme, les Actes de la recherche en sciences sociales ont été diffusés par les éditions de Minuit, puis édités et diffusés à partir de 1992 par les éditions du Seuil à raison de 4 numéros par an (dont un numéro double). De 1991 à 1995, ils comportaient un supplément : Liber, revue européenne des livres (ce cahier littéraire a été publié de 1989 à 1991 en supplément de plusieurs quotidiens européens dont Le Monde).
Depuis février 2007, Persée, portail de revues scientifiques en sciences humaines et sociales, créé par le Ministère de l'Enseignement supérieur et de la Recherche, met à disposition les archives de la revue à partir de l'année 1975.

## Direction et comité éditorial
Le directeur est Maurice Aymard.

### Comité de rédaction
(au 22/07/2021) : Anaïs Albert, Anne Bory, Jérôme Bourdieu, Rémy Caveng, Christophe Charle,  Samuel Coavoux, Vanessa Codaccioni, François Denord, Altaïr Despres, Sara Dezalay, Julien Duval, Eleonora Elguezabal, Julien Fretel, Sibylle Gollac, Johan Heilbron, Anne Lambert, Brigitte Le Roux, Dominique Marchetti, Etienne Ollion, Franck Poupeau, Bénédicte Reynaud, Pierre Singaravélou, Sylvie Tissot.
Anciens membres du comité de rédaction : Gabrielle Balazs, Patrick Champagne, Christophe Charle, Olivier Christin, Yves Dezalay, Nicolas Guilhot, Frédérique Matonti, Gisèle Sapiro, Franz Schultheis, Loïc Wacquant

### Conseil scientifique
(au 03/06/2006)
Christian Baudelot, Alban Bensa, Jacques Bouveresse, Rogers Brubaker, Craig Calhoun, Roger Chartier, Aaron Cicourel, Robert Darnton, Mireille Delmas-Marty, Itamar Even-Zohar, Anne Fagot-Largeault, Yves Gingras, Klaus Herding, Eric Hobsbawm, Alain Garrigou, Joseph Jurt, Haruhisa Kato, David Laitin, Remi Lenoir, Sergio Miceli, Daniel Roche, Henry Rouanet, M'hammed Sabour, Nancy Scheper-Hughes, Quentin Skinner, Pierre-Étienne Will, William Julius Wilson

### Rédacteurs associés
Catherine Bidou-Zachariasen, Anna Boschetti, Philippe Bourgois, Michel Bozon, Éric Brian, Donald Broady, Pascale Casanova, Inès Champey, Stefan Collini, Christoph Conrad, Deyan Deyanov, Vincent Dubois, Rick Fantasia, Laurence Fontaine, Sandrine Garcia, Bertrand Geay, Michel Gollac, Michael Grenfell, Alicia Gutiérrez, Odile Henry, Isabelle Kalinowski, Arthur Kleinman, Bernard Lacroix, Roland Lardinois, Frédéric Lebaron, Maria Malatesta, Margaret Maruani, Gérard Mauger, Christian de Montlibert, Treserra Montserrat, Francine Muel-Dreyfus, Erik Neveu, Françoise Œuvrard, Dag Osterberg, Nikos Panayotopoulos, Denis Pelletier, Michel Pialoux, Patrice Pinell, Louis Pinto, Alejandro Portes, Annick Prieur, Lutz Raphael, Lennard Rosenlund, Saskia Sassen, Jürgen Schlumbohm, Margareta Steinrücke, Hugo José Suarez, Iván Szelényi, Göran Therborn, Yves Winkin, Tassadit Yacine, Aristide Zolberg 